# Минчо Нейчев
Минчо Колев Нейчев е български политик от Българската комунистическа партия.
Участва в няколко правителства след Деветосептемврийския преврат - като министър на правосъдието в кабинета на Кимон Георгиев (1944 – 1946), министър на просветата при Георги Димитров (1946 – 1947) и външен министър при Вълко Червенков и Антон Югов (1950 – 1956). До 1947 г. оглавява и комисията, изработила Димитровската конституция, а до 1950 г. заема най-високата държавна длъжност – председател на Президиума на Народното събрание. Народен представител. 

## Биография
Роден е на 4 април (23 март стар стил) 1887 г. в Стара Загора, в семейство на дребен занаятчия. Основното си образование завършва в Стара Загора, а гимназиалното – в Пловдивската гимназия, където се запознава със социалистическите идеи.
Учи право в Женева и философия в Берн (Швейцария). Участва в Балканската война (1912), след което взема докторат по правни науки в Брюксел (Белгия). Връща се в България и работи като учител по психология в Старозагорската мъжка гимназия „Иван Вазов“ и в Пловдив. Става член на БКП и на ръководството на нейната организация в Стара Загора (1920 – 1924). След Септемврийското въстание от 1923 г. е арестуван два пъти. През 1924 се установява в София, през 1925 г. отново е арестуван и прекарва 7 месеца в Старозагорския затвор. След освобождаването си става адвокат на свои обвиняеми съпартийци по процеси из цялата страна. През 1941 г. отново е арестуван и е изпратен в лагера Кръсто поле или Еникьой. Освободен е през 1943  или 1944 г.
След Деветосептемврийския преврат (1944) е избран за член на Националния съвет на ОФ. В правителството, образувано след 9 септември 1944 г., става министър на правосъдието (9 септември 1944 – 31 март 1946). Като такъв назначава съдиите в т.нар. Народен съд. Посочва за главен държавен обвинител своя добър познат, съгражданин и колега от Стара Загора Георги Петров Драгиев; след щателно проучване за „другари антифашисти и комунисти“ назначава съдебните състави. На заседание на Политбюрото на ЦК на БРП (к) от 20 януари 1945 г. се изказва за смъртни присъди, като споменава и персонално д-р Иван Кирилов Вазов.
За резултатите от дейността си за цялостно прочистване на съдебната система в периода от 9 септември 1944 до 22 февруари 1945 г. докладва на министър-председателя Кимон Георгиев, че от общо 603 души съдии за „фашистки прояви“ са уволнени 134 души и още 28 други в интерес на службата. „Това – пише Минчо Нейков – представлява повече от една четвърт от съдийския персонал“; не уточнява за адвокатския състав, нито колко са аресуваните, изчезналите и предадените на „Народния съд“. Още след Деветосептемврийския преврат, поради възникнали трудности при определяне на понятията „фашист“ и „антифашист“, с писмо от 4 октомври 1944 г. той дава следните инструкции за събирането на сведения за „провинилите се“ лица: „От сведението трябва да се вижда какво е било държането на съдията извън съда, как се е изказвал върху политическите и държавните порядки преди 9 септември т. г., а така също и какво е било държането му в съда главно по политическите процеси“.
Настанява се в жилището на Димитър Генчев, интендант на царските дворци, на ул. „Витошка“ 47, осъден на смърт от Първи състав на Народния съд; от него още на 23 декември 1944 г. са изхвърлени и интернирани жената и децата на Генчев.
Минчо Нейков от 1945 г. е член на Централния комитет на БКП, през 1948 г. става кандидат-член, а през 1949 г. – член на Политбюро.
След кратко прекъсване през лятото на 1946 г. отново става член на правителството – като министър на народното просвещение. През 1947 г. е председател на парламентарната комисия, изработила проекта за нова конституция, след което е председател на Президиума на VI велико народно събрание (1947-1949) и на I народно събрание (1950). През 1950 г. става министър на външните работи.
След отстраняването на Вълко Червенков през 1954 г. Минчо Нейчев е изваден от състава на Политбюро, но остава външен министър до смъртта си на 11 август 1956 г. Дъщеря му Райна Нейчева е съпруга на партизанина и по-късно журналист Борис Ташев.